# 1. FSV Mainz 05
1. FSV Mainz 05, är en idrottsklubb i Mainz i Tyskland. Förutom fotbollssektionen finns även handboll och bordtennis. Sedan säsongen 2009/2010 spelar Mainz i Tysklands högsta liga, Bundesliga.

## Historia
Mainz grundades 1905 som 1. Mainzer Fußballclub "Hassia" 1905. Ett flertal fusioner följde fram till andra världskriget utan att klubben fick några större framgångar. 1945 upplöstes klubben precis som alla andra föreningar i Tyskland men återuppstod senare samma år som 1. Fußball- und Sportverein Mainz 05 eller kort och gott Mainz 05. 
Mainz blev ett av lagen i dåtidens regionala högstaliga Oberliga Südwest men kunde inte etablera sig i toppen och därmed för spel om det tyska mästerskapet. Oberliga Südwest dominerades av FC Kaiserslautern och 1953 lyckades Mainz vinna med 5-2 mot storlaget. Kaiserslautern vann ligan och hade fem spelare som 1954 blev världsmästare.
Mainz kom inte med i Bundesliga 1963 och fick spela vidare i Oberliga Südwest som blev ny andraliga.
Den nya arenan, Opel Arena med cirka 34 000 åskådarplatser blev färdig för invigning 2011. 

### Mainz i Bundesliga
1997 missade man Bundesliga efter en förlust i sista omgången mot VfL Wolfsburg. Åren som följde kunde Mainz inte vara med i toppen utan hamnade i den anonyma mitten av tabellen. 2000/2001 var klubben riktigt på dekis och fick kämpa för att hänga kvar. Den gamla spelaren Jürgen Klopp tog över och styrde upp skutan Mainz till en fjortonde plats i tabellen. Mainz vände under Jürgen Klopp från att vara ett lag på den nedre halvan till att vara med i toppen av 2. Bundesliga redan nästa säsong. Klubben spelade en strålande säsong och såg länge ut att ta en säker plats i Bundesliga - men inte. I den sista omgången tappade man Bundesliga-platsen. 2003 upprepades det hela då Eintracht Frankfurt gick förbi Mainz. 2004 kunde så Mainz äntligen ta sig upp till Bundesliga för första gången.

## Spelare

### Truppen
Korrekt per den 18 augusti 2022
| 1  | Tyskland | Finn Dahmen   | 27 mars 1998    | 1. FSV Mainz 05 |
| 27 | Tyskland | Robin Zentner | 28 oktober 1994 | 1. FSV Mainz 05 |
| 32 | Tyskland | Lasse Riess   | 27 juli 2001    | 1. FSV Mainz 05 |

| 3  | Spanien   | Aarón Martín     | 22 april 1997    | Espanyol (-18)            |
| 5  | Tyskland  | Maxim Leitsch    | 18 maj 1998      | Bochum (-22)              |
| 16 | Tyskland  | Stefan Bell      | 24 augusti 1991  | Mayen (-07)               |
| 19 | Frankrike | Anthony Caci     | 1 juli 1997      | Strasbourg (-22)          |
| 21 | Tyskland  | Danny da Costa   | 13 juli 1993     | Eintracht Frankfurt (-22) |
| 23 | Angola    | Anderson Lucoqui | 6 juli 1997      | Arminia Bielefeld (-21)   |
| 30 | Schweiz   | Silvan Widmer    | 5 mars 1993      | Basel (-21)               |
| 42 | Tyskland  | Alexander Hack   | 8 september 1993 | Unterhaching (-14)        |

| 4  | Marocko   | Aymen Barkok        | 21 maj 1998      | Eintracht Frankfurt (-22) |
| 6  | Tyskland  | Anton Stach         | 15 november 1998 | Greuther Fürth (-21)      |
| 7  | Sydkorea  | Jae-Sung Lee        | 10 augusti 1992  | Holstein Kiel (-21)       |
| 8  | Luxemburg | Leandro Barreiro    | 3 januari 2000   | Erpeldange (-16)          |
| 10 | Frankrike | Angelo Fulgini      | 20 augusti 1996  | Angers (-22)              |
| 17 | Tyskland  | Niklas Tauer        | 17 februari 2001 | 1. FSV Mainz 05           |
| 20 | Schweiz   | Edimilson Fernandes | 15 april 1996    | West Ham United (-19)     |
| 24 | Tyskland  | Merveille Papela    | 18 januari 2001  | 1. FSV Mainz 05           |
| 31 | Tyskland  | Dominik Kohr        | 31 januari 1994  | Eintracht Frankfurt (-21) |
| 41 | Tyskland  | Eniss Shabani       | 29 maj 2003      | 1. FSV Mainz 05           |

| 9  | Österrike     | Karim Onisiwo      | 17 mars 1992    | Mattersburg (-16)       |
| 11 | Danmark       | Marcus Ingvartsen  | 4 januari 1996  | Union Berlin (-21)      |
| 29 | Tyskland      | Jonathan Burkhardt | 11 juli 2000    | 1. FSV Mainz 05         |
| 36 | Österrike     | Marlon Mustapha    | 24 maj 2001     | Red Bull Salzburg (-18) |
| 37 | Nederländerna | Delano Burgzorg    | 7 november 1998 | Heracles (-22)          |
| 38 | Tyskland      | Ben Bobzien        | 29 april 2003   | 1. FSV Mainz 05         |

### Utlånade spelare
| Nr | Land     | Pos | Namn                                       |
| -- | -------- | --- | ------------------------------------------ |
|    | Tyskland | MF  | Paul Nebel (i Karlsruhe till 30 juni 2023) |

| Nr | Land      | Pos | Namn                                                   |
| -- | --------- | --- | ------------------------------------------------------ |
|    | Frankrike | F   | Ronaël Pierre-Gabriel (i Strasbourg till 30 juni 2023) |

## Kända spelare
- Jürgen Klopp
- Manuel Friedrich
- Andrij Voronin
- Emil Kostadinov
- Elkin Soto
- Marius Niculae
- Tony Sekulic
- Leon Andreasen
- Conor Casey
- Mohamed Zidan
- Sirous Dinmohammadi
- Félix Borja
- Cha Du-ri
- Robin Quaison